# Barthold Georg Niebuhr
Barthold Georg Niebuhr (ur. 27 sierpnia 1776, zm. 2 stycznia 1831) – duński i niemiecki historyk, ekspert finansowy, mąż stanu w służbie pruskiej, w latach 1816-1823 ambasador Ambasador Elektoratu Brandenburgii i Królestwa Prus w Watykanie.
Wykładał historię starożytną w Berlinie, od 1823 w Bonn. Członek Berlińskiej Akademii Nauk. w badaniach historycznych stosował metodę filologiczno-historyczną. Jego staraniem rozpoczęto wydawanie Corpus Scriptorum Historiae Byzantinae.

## Wybrane publikacje
- Römische Geschichte, 3 Bände, Berlin 1811–1832 (zuerst 2 Bände. Bd. 1: http://www.deutschestextarchiv.de/book/show/niebuhr_roemische01_1811; Bd. 2: http://www.deutschestextarchiv.de/book/show/niebuhr_roemische02_1812).
- Über geheime Verbindungen im preussischen Staat, und deren Denunciation, Berlin 1815 (Digitalisat, Bayerische Staatsbibliothek)
- Über die Nachricht von den Comitien der Centurien im zweiten Buch Ciceros de re publica, Bonn 1823.
- Nachgelassene Schriften B. G. Niebuhr's nichtphilologischen Inhalts, Hamburg 1842.